# Britten's Purcell Realizations
Britten's Purcell Realizations è la denominazione comune per le composizioni per voce e pianoforte di Benjamin Britten, arrangiamenti di opere di Henry Purcell. Boosey & Hawkes ne hanno pubblicate 45, intitolate The Purcell Collection - Realizations by Benjamin Britten. Una registrazione di 40 di esse, Purcell Songs Realized by Britten, è stata pubblicata nel 2016.

## Storia
Nel 1945 ci fu una commemorazione del 250º anniversario della morte di Purcell, che suscitò l'interesse del compositore. Britten iniziò quell'anno ad arrangiare canzoni, duetti e un trio di Purcell, scrivendo, o "sviluppando", il basso figurato di Purcell come un accompagnamento per pianoforte, a volte prendendosi grandi libertà con la composizione originale. Scelse canzoni, arie e duetti di Purcell, o attribuiti a lui, da Harmonia Sacra, Orpheus Britannicus, The Queen's Epicedium, Dido and Aeneas e La regina delle fate.
La Britten-Pears Foundation nel 2019 acquistò un manoscritto di una delle realizzazioni, una versione di The Blessed Virgin's Expostulation che Britten scrisse per un concerto alla Wigmore Hall nel 1945. Il testo, di Nahum Tate, parla dell'angoscia di Maria quando scopre che suo figlio di 12 anni è scomparso. È stata cantata da Margaret Ritchie, alla quale è dedicata l'ambientazione.
Boosey & Hawkes hanno pubblicato 45 delle ambientazioni di Britten in un volume intitolato The Purcell Collection – Realizations by Benjamin Britten.

## Incisioni
Le registrazioni sono state dedicate a selezioni dalle realizzazioni. Il set "completo", 40 canzoni, è stato registrato nel 1995, con nove cantanti, John Mark Ainsley, Ian Bostridge, James Bowman, Susan Gritton, Richard Jackson, Anthony Rolfe Johnson, Simon Keenlyside, Felicity Lott e Sarah Walker e il pianista Graham Johnson. Un altro "set completo", chiamato Purcell Songs Realized by Britten, è stato registrato nel 2016 con i cantanti Robin Blaze, Allan Clayton, Anna Grevelius, Ruby Hughes, Benedict Nelson e Matthew Rose ed il pianista Joseph Middleton.